# Laugier de Nice
Laugier (mort vers 1032), surnommé de Nice, Orange ou Orange-Mévouillon ou encore Vence ou Nice-Vence, est un aristocrate du pays de Nice et de Provence de la seconde moitié du Xe siècle et du début du siècle suivant. Il appartient à la lignée des Orange-Mévouillon.
Le prénom « Laugier » semble commun à cette période et dans la région, au point qu'il existe des confusions

## Nom
Ce personnage est nommé Laugier selon la forme méridionale. Il apparaît dans la documentation, notamment le Cartulaire de Nice ou Chartrier de l'abbaye de Saint-Pons de Eugène Caïs de Pierlas, sous les formes suivantes : Leotgerius, Leodegarius, Loger, Lodgerio, ou encore Leotger, sans aucun nom ou épithète.
Les auteurs René Poupardin (1907) et Georges de Manteyer (1908) ne lui en associent aucun. Poupardin le qualifie seulement de « seigneur provençal, mari d'Odila ».
Le marquis de Ripert-Monclar (1907), archiviste-paléographe, dans le Cartulaire de la commanderie de Richerenches le mentionnait sous la forme Laugier de Vence.
Le médiéviste Jean-Pierre Poly (1976), l'archiviste-paléographe Alain Venturini (1992, 2007), ou encore la médiéviste Mariacristina Varano (2011) utilisent quant à eux les noms d'Orange ou d'Orange-Mévouillon. Cette dernière, citant notamment la thèse d'Estienne (1999), relève donc qu'il « [appartient] à la puissante famille des Orange-Mévouillon, souche de la lignée vicomtale de Nice et des sires d'Orange ».
Il est dit Laugier de Nice, comme son épouse, Odile, dans une publication des médiévistes Jean-Hervé Foulon et Mariacristina Varano (2013). C'est l'une des principales formes retenue par des sites Internet de généalogie.
L'historienne Eliana Magnani (1999), si elle associe à son fils, Raimbaud/Rambaud l'épithète de Nice ou d'Orange, voire de Nice-Orange, elle indique qu'il fait partie de la famille de Nice, mais sans associer de nom à Laugier.
À noter que le patronyme Mévouillon, associé à ses descendants, n'apparait qu'à partir de 1057.

## Biographie

### Origines
Les origines de Laugier ne sont pas précisément connues et font l'objet de débats chez les spécialistes. Foulon et Varano (2013) résume ainsi « On a beaucoup épilogué sur l'origine exacte de ce dernier, mais hormis les indices que l'on peut tirer du recoupement des domaines fonciers, aucun acte n'apporte de certitude ». Plusieurs hypothèses sont ainsi avancées.
Selon Varano (2011), il pourrait être originaire du comtat Venaissin. Manteyer considérait qu'il était l'un des trois fils — Bermundus, Feraldus et Logerius — d'Ismidon [de Valence ?]. Poly (1976) considère qu'il est le quatrième fils de Pons de Mévouillon. Foulon et Varano (2013) avancent qu'il pourrait ainsi être le Laugier dit fils de Pons II et frère de Pons III, hypothèse retenue également par Estienne (2004).

### Cartulaire de Cluny(no2779)
Les spéculations autour de son origine sont aussi liées à un acte du Cartulaire de Cluny, no 2779, daté du 22 mai 1023. Ce document mentionne deux frères, Laugier/Léger et Pons (Leodegarius et Poncius), déterminés à se faire moines à Cluny, font don à l'abbaye de Cluny de la moitié du castrum d'Altonum (Albon), dans le diocèse de Die, et des dépendances, avec le consentement de six autres frères — Féraud (évêque de Gap) (domni Feraldi), Pierre dit de Mirabel, évêque de Vaison (domni Petri episcoporum), Arnoux/Arnoul/Arnulfe (domni Arnulfi), Geraud/Gérard/Giraud (domni Geraldi), Raoul/Roux/Rodolphe (domnique Rodulfi) et Raimbaud (domni Raimbaldi) —, qui obtiennent également plusieurs alleux. L'enjeu est de savoir si ce Laugier/Léger est le mari d'Odile.
Bien que les historiens n'aient pas apporté de réponses tranchées, l'hypothèse actuelle serait que ces deux personnages soient les mêmes (Poly, 1976 ; Estienne, 2004 ; Varano, 2011).
Toutefois, une autre hypothèse, avancée notamment par le chanoine Joseph-Hyacinthe Albanès (1899), considérait que ces huit frères soient les fils de Laugier, issu de son premier mariage avec Richilde. L'historien du droit, Noël Didier (1954), reprend cette thèse, sans préciser la mère des huit frères, de même que les médiévistes Foulon et Varano (2013).
L'historienne Eliana Magnani (1999), et à sa suite Foulon et Varano (2013), relèvent « l'absence de toute référence à l'existence d'une femme ou d'enfants dans les documents où le moine Laugier apparaît, surtout lorsqu'il fait des dons importants à Cluny. »

### Implantation dans le pays de Nice
Laugier, très probablement issu d'une famille implantée dans le comtat Venaissin, semble y avoir un domaine. Il reçoit des biens dans le pays de Nice, vers la fin du Xe siècle. La documentation actuelle ne permet pas d'expliquer cette implantation.
A cette période, il semble être marié. Albanès (1899) évoque une première épouse, dont seraient issus les huit frères de la charte clunisienne no 2779. Poupardin (1907), puis plus récemment Foulon et Varano (2013), mentionnent le nom de cette première épouse, Richilde, d'après le Cartulaire cathédrale de Nice (no 19), concernant une donation du 15 septembre 1003 à la cathédrale Sainte-Marie et à ses chanoines. A noter que cette dernière n'est pas mentionnée dans les publications d'Estienne (2004 & 2008),.
Il a obtenu ces différents biens dans cette partie de la Provence orientale des comtes ainsi que de Miron et d'Odile, sa futur épouse,.

### Mariage avec Odile
Il épouse, en secondes noces, après 1004 et avant le 30 décembre 1010, Odile, veuve de Miron († v. 1004),. Alain Venturini (1992) parle d'« union prestigieuse ».
Le couple semble obtenir, par l'intermédiaire de Rotboald Ier de Provence, des biens dans la vicomté de Sisteron, où la famille va étendre son pouvoir.

### Donations
En 1029, une charte nous apprend que Laugier et Odile donnent à Saint-Pons Revest.
En 1032, Laugier et sa femme Odile font des donations au monastère de Saint Véran et à l'église de Notre-Dame-la-Dorée, près de la rivière du Loup, diocèse de Vence en 1032.

## Famille et descendance
Laugier pourrait avoir eu deux épouses. La première épouse serait Richilde,.
Il épouse, en secondes noces, Odile, veuve de Miron. Ils ont quatre ou cinq enfants,,.
- Gerberge (Girberga, morte après 1063), ∞ Bérenger, vicomte [d'Avignon]. Peut-être issue du premier mariage d'Odile[9].
- Pierre Ier, évêque de Sisteron (1043-1059)
- Raimbaud/Rambaud de Nice ou d'Orange, auteur de la branche des Orange, ancêtre des Baux, dite « Orange-Mévouillon » (Poly, Venturini). Trois épouses :
  - ∞ (1) Acelène
    - Laugier, dit le Roux, seigneur puis moine[20], dont 2 fils.
    - Pierre, dit de Mirabel/Miribel, évêque de Vaison (1053-1090), abbé de Saint-Florent d'Orange.
    - Rostaing-Raimbaud
    - Gisla/Gisèle, ∞ Rostain/Rostaing Ier d'Agoult[21], 6 enfants (ou plus) dont
      - Laugier d'Agoult, évêque d'Apt (v.1125/30)[21]

  - ∞ (2) Belieldis
    - Amic
    - Guillaume

  - ∞ (3) Adélaïde (probablement la veuve du comte Guillaume V Bertrand de Provence[20])
    - Bertrand-Raimbaud
- Rostain/Rostaing/Rostan (Rostagnus) dit de Sisteron, le jeune / de Gréolières, seigneur de Gréolières, probable vicomte de Nice (selon Verano)
- Jauccara/Hincvara, ∞ N.N.

Le site FMG retient de la documentation quatre enfants, mais nomme la fille Odile, mariée à Conrad IV, comte de Vintimille (mort après 1082), s'appuyant sur le Cartulaire de Lérins (CLXVI, p. 161).